# راسلمينيا 2
راسلمينيا 2 ثاني مهرجان من سلسلة الراسيل مانيا للدبلو دبلو اف عرض في 7 أبريل 1986 في ثلاث أماكن هي مدينة يونيوندايل وإلينوي ولوس أنجلوس .

## روابط خارجية
- راسلمينيا 2 على موقع IMDb (الإنجليزية)
- راسلمينيا 2 على موقع قاعدة بيانات الفيلم (الإنجليزية)
- The Official Website of WrestleMania 2
- Recap and Analysis at DWS

## المباريات والنتائج
| رقم المباراة | المباراة                                                            | شرط المباراة                                 |
| ------------ | ------------------------------------------------------------------- | -------------------------------------------- |
| 1            | راندي سافاج يهزم جورج ستيلي                                         | مباراة فردية                                 |
| 2            | دون موراكو يهزم بول أورندورف                                        | بطولة دبليو دبليو اف للقارات للوزن الثقيل    |
| 3            | جيك ذا سنيك روبرتس يهزم جورج ويلز                                   | مباراة فردية                                 |
| 4            | مستر تي يهزم رودي بايبر                                             | مباراة ملاكمة                                |
| 5            | فابيولاس مولاه تهزم فيلفيت مسينتير                                  | بطولة سيدات دبليو دبليو أف                   |
| 6            | كوربريل كريشنر يهزم نيكولاي فولكوف                                  | مباراة اعلام                                 |
| 7            | توماس بيلينغتون و ديفي بوي سميث يهزمان بروتوس بيفكيك و غريغ فالنتين | مباراة زوجية علي بطولة دبليو دبليو أف للفرق  |
| 8            | ريكي ستيبوت يهزم هركيوليز                                           | مباراة فردية                                 |
| 9            | أدريان أدونيس يهزم أنكل إلمر                                        | مباراة فردية                                 |
| 10           | هوس فانك و تيري فانك يهزمان جانك ياردوج و تيتو سانتانا              | مباراة زوجية                                 |
| 11           | هالك هوجان يهزم كينغ كونغ بوندي                                     | مباراة علي بطولة دبليو دبليو أف للوزن الثقيل |
| 12           | باتل رويال                                                          | الفائز أندريه العملاق                        |